# Данбурит
Данбури́т — мінерал, боросилікат кальцію каркасної будови. Інколи цю назву застосовують до штучного червоного корунду.

## Етимологія та історія
Данбурит вперше був виявлений в Данбері в окрузі Ферфілд в американському штаті Коннектикут і описаний у 1839 році американським мінералогом Чарльзом Шепардом, який назвав мінерал за місцевістю першознахідки.

## Опис
Хімічна формула: Ca[B2Si2O8]. Містить (%): CaO — 22,8; B2О3 — 28,4; SiO2 — 48,8.

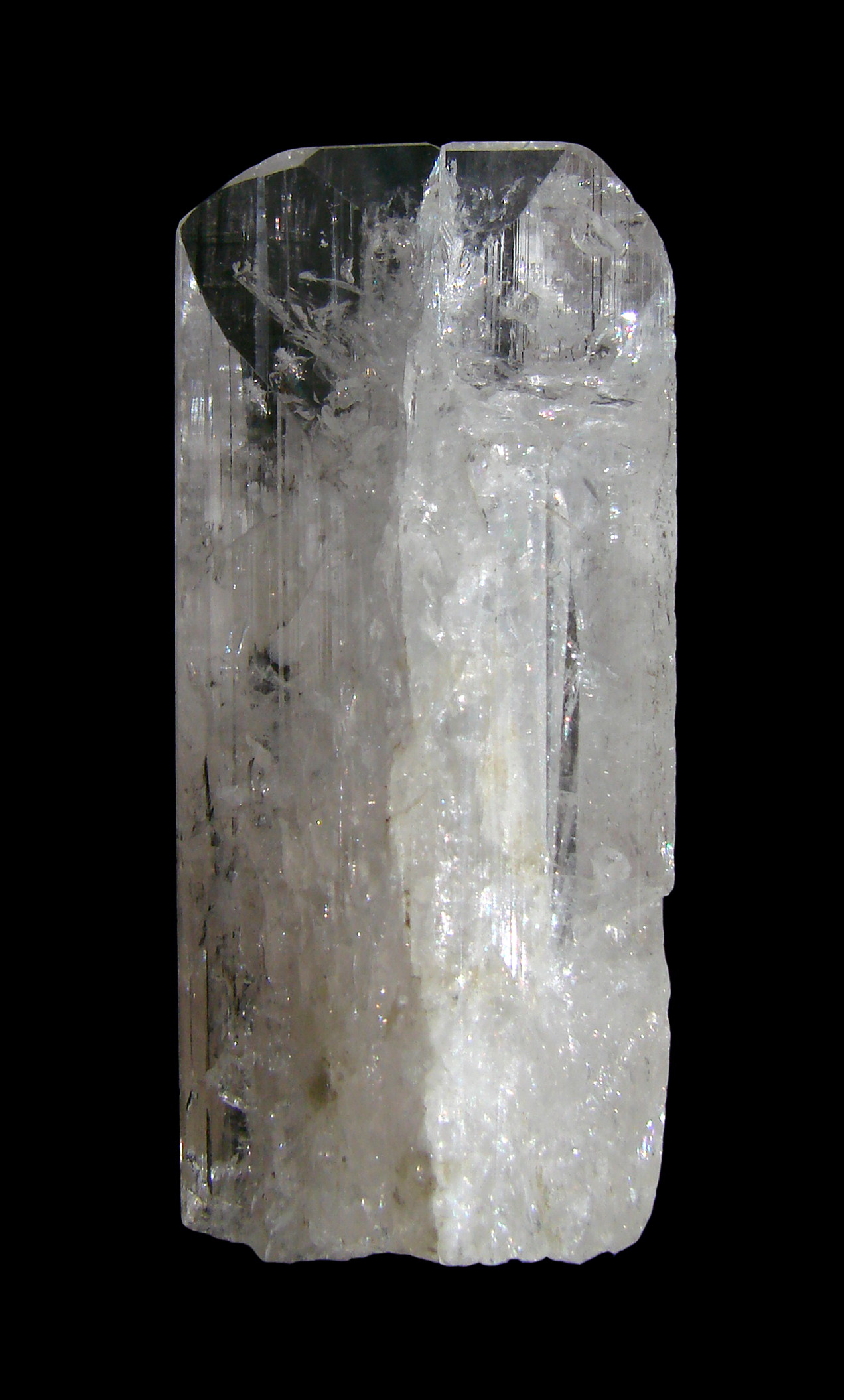
Данбурит з Мексики

Сингонія ромбічна. Кристали призматичні.
Густина 2,57-3,02.
Твердість 7,25.
Безбарвний, блідо-жовтий, жовтий, жовто-бурий. Блиск скляний.
Зустрічається у граніті та метаморфізованих карбонатних породах, пов'язаних з гідротермальністю.
Асоціація: титаніт, аксиніт, турмалін, слюда, кварц, гросуляр, альбіт, флюорит, апофіліт, стильбіт, датоліт, бакерит, доломіт, кальцит, ангідрит, гіпс, мікроклін, ортоклаз.
Важлива руда бору. Знайдений в мармурах та низькотемпературних жилах з кальцитом та кварцом на острові Кюсю (Японія) та в Сан-Луїс-Потосі (Мексика), в гравійних відкладах в Могоці (М'янма), США, в Данбері, Коннектикут, Болівії, Швейцарії, на Мадагаскарі, у Росії.